# Giulio Preti
Giulio Preti (Pavia, 9 ottobre 1911 – Gerba, 28 luglio 1972) è stato un filosofo italiano.

## Biografia
Nacque a Pavia nel 1911. Compiuti i primi studi all'Istituto Magistrale "Adelaide "Cairoli", si iscrisse all'Università degli Studi di Pavia, dove fu allievo di Adolfo Levi, Guido Villa e dell'indianista Luigi Suali; dopo essersi interessato di discipline orientalistiche, indirizzò i suoi studi alla filosofia e si laureò nel 1933, discutendo una tesi sul pensiero di Edmund Husserl. Grazie all'amicizia con Enzo Paci, nata nelle aule dell'ateneo di Pavia, Giulio Preti entrò a far parte del novero di intellettuali e studiosi che, riuniti intorno alla figura di Antonio Banfi, avrebbero poi dato vita al movimento di rinnovamento della filosofia italiana che si andava delineando nell'ambiente milanese di quegli anni.
Segnalatosi ben presto come acuto critico dell'orientamento idealistico predominante nella cultura italiana della prima metà del '900, rivolse i propri interessi, oltre che alla fenomenologia husserliana, alle più innovative correnti europee di filosofia della scienza e del linguaggio, concentrandosi particolarmente sugli sviluppi della logica matematica e sul positivismo logico. Nel 1937 sposa Daria Menicanti dando vita a un matrimonio che terminerà nel 1954, anche se il rapporto tra i due durerà tutta la vita.
Nel corso della Seconda guerra mondiale partecipò alla Resistenza, fiancheggiando formazioni comuniste, ma nel 1946 decise di non ritirare la tessera del PCI. Attivo promotore di ideali democratici, partecipò, nel secondo dopoguerra, al dibattito culturale italiano contribuendo a riviste e quotidiani, soprattutto di area comunista, (Il Politecnico, Paese sera) e segnalandosi per la polemica, che lo accompagnò lungo tutta la sua attività, contro l'impostazione umanistico-retorica dei principali indirizzi (cattolico-spiritualista, idealistico crociano e post-attualistico) della cultura italiana. Aderì alla dottrina marxistica ufficiosa del PCI (non rifiutò il diamat sovietico e la larga parte del pensiero gramsciano), e condusse autonomi studi sul giovane Marx nell'ottica di una originale filosofia della prassi.
Incaricato di Filosofia morale presso l'Università di Pavia nel 1950, passò nel 1954 alla Facoltà di Magistero dell'Università degli Studi di Firenze, dove rimase come professore di Storia della Filosofia e di Filosofia fino alla morte.

## Il pensiero
Giulio Preti diede dei contributi originali a pressoché tutte le discipline filosofiche: dalla filosofia teoretica alla filosofia morale, dalla storia della filosofia all'estetica, dalla filosofia del linguaggio alla filosofia della scienza.
I suoi primi saggi, accolti nella rivista banfiana "Studi Filosofici", lo videro coinvolto in una polemica sull'immanenza e la trascendenza in filosofia, oltre che nella presentazione delle principali novità filosofiche d'oltralpe. I suoi primi due volumi Fenomenologia del valore (1942) e Idealismo e positivismo (1943), in cui emerge con evidenza quell'impostazione tesa a conciliare istanze razionalistiche ed empiristiche cui rimarrà fedele per tutta la vita, sono di taglio decisamente teoretico: in essi, pur mantenendo in larga parte la terminologia e l'approccio mutuati da Husserl nel corso dei suoi studi, dimostra la propria sensibilità alle istanze di tipo positivistico ed ai problemi posti dal materialismo storico. Solo nel periodo successivo alla guerra approderà ad uno studio veramente sistematico del pensiero filosofico-analitico sviluppato in Inghilterra dalla "scuola" di Russell e Wittgenstein e sul continente dagli autori dei circoli neo-positivistici di Vienna e Berlino, in gran parte riparati in America nel corso degli anni trenta del '900: i frutti di questi suoi studi saranno accolti nel volumetto Linguaggio comune e linguaggi scientifici (1953), oltre che in alcuni articoli apparsi in riviste e ora raccolti nel primo volume dei Saggi filosofici (1976). Pur non abbandonando mai del tutto la propria originaria impostazione "continentale", da allora in poi Preti si sarebbe segnalato come uno dei filosofi italiani più in sintonia con temi e metodi della filosofia analitica anglo-americana. Presente nella sua opera fu anche l'influenza del pragmatismo americano, anche se limitata ad alcuni aspetti generali della riflessione sul rapporto tra teoresi e prassi, come risulta evidente dalla lettura di un libro, dato alle stampe nel 1957 e destinato a godere di un certo successo, Praxis ed empirismo: in questo volumetto egli presentò in maniera relativamente organica, per quanto rapidamente, alcuni temi al confine tra pensiero teoretico, filosofia morale e filosofia politica.
Negli anni successivi la sua opera, rimasta in parte inedita e uscita postuma, si focalizzò su problemi concernenti temi teoretici trasversali soprattutto nei campi della gnoseologia, della filosofia della scienza, della metamorale (analisi teoretica di concetti propri della filosofia morale) e dell'estetica.
Giulio Preti fu autore anche di studi storico-filosofici. Nel campo della storia della filosofia antica e in quello medievistico egli concentrò il proprio interesse sui problemi della logica post-aristotelica e scolastica (si vedano gli studi contenuti nel secondo volume dei Saggi filosofici), mentre nell'ambito della filosofia moderna si occupò di Leibniz e della filosofia morale di Adam Smith, dando alle stampe due volumi rispettivamente nel 1953 e nel 1957. Sempre nel 1957 vide la luce un libro sulla Storia del pensiero scientifico, riguardante lo sviluppo dello spirito scientifico dall'antichità greca alla crisi della scienza classica tra la fine del XIX secolo e l'inizio del XX.
Il suo ultimo volume Retorica e logica. Le due culture del 1968 è un'opera a cavallo tra la ricostruzione storico-filosofica e il saggio teoretico, con il quale si intende dimostrare, prendendo le mosse dalla polemica aperta dallo scienziato e scrittore inglese Charles Percy Snow, l'inconciliabilità tra le due forme di cultura che si intrecciano nel dibattito occidentale, quella logico-scientifica e quella umanistico-letteraria, e la necessità di far prevalere la prima sulla seconda al fine di non cedere a nuove forme di oscurantismo elitario e fanatico.
Preti, inoltre, affiancò costantemente alla propria attività di autore quella di curatore e traduttore soprattutto di classici del pensiero filosofico.
Il suo stile, volutamente trascurato, è rapido, nervoso e semplice, in implicita polemica con il "bello scrivere" e l'ermetismo tipico delle scuole idealistiche italiane. Altra interessante caratteristica di Preti come autore è quella di non ritornare quasi mai sul materiale già da lui edito: non diede mai mano infatti a seconde edizioni delle proprie opere.

## Critica
Secondo il parere del professor Elio Franzini, nel pensiero di Giulio Preti si assisterebbe a un tentativo di trovare una via alternativa al rapporto fra un pensiero unitario e inglobante (di tradizione hegeliano-crociana), e uno invece dualistico, nel distinguo fra saperi umanistici e scientifici. Il rifiuto di una strenua dicotomia, secondo Preti, non deve annullare bensì esaltare le differenze.

## Opere principali
- Fenomenologia del valore, Principato, Milano - Messina 1942
- Idealismo e positivismo, Bompiani, Milano 1943
- Linguaggio comune e linguaggi scientifici, Bocca, Milano 1953
- Newton, Garzanti, Milano 1950
- Il Cristianesimo universale di G. G. Leibniz, Bocca, Milano 1953
- Praxis ed empirismo, Einaudi, Torino 1957 (nuova edizione, con prefazione di Salvatore Veca e postfazione di Fabio Minazzi, Bruno Mondadori, Milano 2007)
- Alle origini dell'etica contemporanea. Adamo Smith, Laterza, Bari 1957 (nuova edizione, La Nuova Italia, Firenze 1977)
- Storia del pensiero scientifico, Arnoldo Mondadori Editore, Milano 1957 (II edizione, ivi, 1975)
- Retorica e logica, Torino, Einaudi, 1968
- Que será, será, Firenze, Il Fiorino, 1970
- Umanismo e strutturalismo. Scritti di estetica e di letteratura con un saggio inedito, a cura di Ermanno Migliorini, Liviana, Padova 1973
- Lo scetticismo e il problema della conoscenza, “Rivista critica di Storia della Filosofia”, 1/1974
- Saggi filosofici, con presentazione di Mario Dal Pra, La Nuova Italia, Firenze 1976, 2 voll.
- In principio era la carne. Saggi filosofici inediti (1948-1970), a cura di Mario dal Pra, Franco Angeli, Milano 1983
- Il problema dei valori: l'etica di G.E. Moore, a cura di Alberto Peruzzi, Franco Angeli, Milano 1986
- Lezioni di filosofia della scienza (1965-1966), a cura di Fabio Minazzi, Franco Angeli, Milano 1989
- Morale e metamorale. Saggi filosofici inediti, a cura di Ermanno Migliorini, Franco Angeli, Milano 1989
- Écrits philosophiques. Les lumières du rationalisme italien, textes choisis et présentés par Luca M. Scarantino, traduction par Marilene Raiola en collaboration avec Thierry Loise et Luca M. Scarantino, préface par Jean Petitot, Éditions du Cerf, Paris 2002
- L'esperienza insegna... Scritti civili del 1945 sulla Resistenza, a cura e con un saggio introduttivo di Fabio Minazzi, Manni Editore, San Cesario, Lecce 2003
- In principio era la carne, a cura di Luca Maria Scarantino, "Rivista di Storia della Filosofia", 1/2003
- Notizie sull'operosità scientifica e sulla carriera didattica, a cura di Fabio Minazzi, "Il Protagora", XXXVIII, gennaio-giugno 2011, VI serie, n. 15, pp. 111–128
- Filosofare onestamente, andando là dove il pensiero ci porta. Lettere a Giovanni Gentile del 1938, a cura di Fabio Minazzi, "Il Protagora", XXXVIII, gennaio-giugno 2011, VI serie, n. 15, pp. 129–132
- Ci terrei tanto a venire a Firenze... Lettere ad Eugenio Garin (1953-1958), a cura di Fabio Minazzi, "Il Protagora", XXXVIII, gennaio-giugno 2011, VI serie, n. 15, pp. 133–146
- Qui a Firenze si muore nel silenzio e nella solitudine. Lettere a Mario Dal Pra (1951-1971), a cura di Fabio Minazzi, "Il Protagora", XXXVIII, gennaio-giugno 2011, VI serie, n. 15, pp. 147–192
- Philosophical Essays. Critica Rationalism as Historical-objective Transcendentalism, edited by Fabio Minazzi, P. I. E. Peter Lang, Bruxelles-Berlin-New York-Oxford-Wien 2011